# لوتسیه وندراچکووا
لوتسیه وُندراچکووا (مجاری: Lucie Vondráčková؛ زادهٔ ۸ مارس ۱۹۸۰) خواننده و بازیگر اهل جمهوری چک است. وی از سال ۱۹۹۱ میلادی تاکنون مشغول فعالیت بوده است و در بیش از ۷۰ تولید برای سینما و تلویزیون حضور داشته است. لوسی وندراچکووا در کنسرواتوار پراگ موسیقی و بازیگری خواند. در سال ۲۰۰۶، او دکترای خود را در مطالعات فرهنگی از دانشکده هنر دانشگاه کارل دریافت کرد.
از فیلم‌ها یا برنامه‌های تلویزیونی که وی در آن نقش داشته‌است، می‌توان به باتوری اشاره کرد.